# Thai Rath
Thai Rath (em tailandês: ไทยรัฐ, traduzido para Estado ou Nação tailandesa) é um jornal da Tailândia, de circulação diária e publicado em língua tailandesa. Sua impressão dá-se em Bangkok, a capital nacional, de onde é distribuído para todo o país. O jornal é publicado em duas seções. A primeira seção é dedicada à notícias. Embora a seção de notícias é mais conhecida por sua cobertura sensacionalista de crimes e acidentes, ela também inclui histórias sobre a política tailandesa, a economia e a sociedade do país. A segunda seção apresenta uma cobertura de esportes e entretenimento. Thai Rath é o jornal mais antigo no país publicado na língua tailandesa, uma vez que o Bangkok Post, o mais antigo do país, é publicado em inglês. Sua circulação é estimada em mais de 1 milhão de cópias diárias.

## História
O Thai Rath foi fundado em 25 de dezembro de 1962, por Kampol Wacharapol. Kampol tinha fundado dois outros jornais antes do Thai Rath, sendo o primeiro o Khaopap Raiwan, que foi publicado entre 1950 e 1958, quando o jornal foi fechado pelo governo. Após o encerramento do jornal, o governo não permitiu que quaisquer novos jornais surgissem no país. Kampol, então, "alugou" o Siang Ang Thong, e o jornal foi publicados entre 1 de maio de 1959 e 24 de dezembro de 1962.
Thai Rath tem sido um dos jornais tailandeses de maior prestígio durante décadas.